# Studiolo di Isabella d'Este
Lo Studiolo fu un ambiente privato di Isabella d'Este allestito nel Palazzo Ducale di Mantova. Situato inizialmente al piano nobile del castello di San Giorgio, venne trasferito nel 1522 negli appartamenti di Corte Vecchia. 

## Storia

### Il primo studiolo
Nata a Ferrara ed educata da alcuni dei più colti umanisti dell'epoca, Isabella andò in sposa a Francesco II Gonzaga nel 1490 a soli sedici anni, arrivando a Mantova il 12 febbraio di quell'anno. Si sistemò negli appartamenti al piano nobile del castello di San Giorgio, poco distante dalla Camera degli Sposi. Poco dopo il suo arrivo fece organizzare due piccoli ambienti del suo appartamento, scarsamente illuminati e senza camini, come stanze ad uso personale: lo "studiolo", situato nella torretta di San Niccolò, e la "grotta", un ambiente voltato a botte al di sotto dello studiolo, al quale si accedeva tramite una scala e un portale decorato in marmo. L'idea le era probabilmente partita sia dalla conoscenza dello Studiolo di Belfiore di suo zio Leonello d'Este, sia attraverso la conoscenza della cognata Elisabetta Gonzaga, maritata Montefeltro (con la quale aveva un particolare sentimento di amicizia), dopo che questa le mostrò gli studioli di Urbino e di Gubbio.
Isabella si ritirava nello studiolo per dedicarsi ai suoi passatempi, alla lettura, allo studio, alla corrispondenza. Inoltre vi radunò i pezzi più pregiati delle sue collezioni, che inizialmente contenevano solo reperti antichi e poi accolsero anche opere contemporanee, secondo quel confronto tra "antichi e moderni" che all'epoca dominava le speculazioni in campo artistico. Amava ritenersi ispiratrice di poesia, musica e arte, tanto che si guadagnò il soprannome di "decima Musa", e le rappresentazioni di Muse infatti abbondavano nello studiolo, sia nella tela di Mantegna che nei rilievi sul portale che portava alla grotta.
La grotta conteneva la collezione di antichità, mentre per lo studiolo elaborò almeno dal 1492 un programma decorativo basato su una serie di dipinti commissionati ai più illustri artisti dell'epoca, su temi mitologici, allegorici desunti dalla letteratura e celebrativi di se stessa e della sua casata, che venivano suggeriti dai suoi consiglieri, tra cui primeggiava Paride da Ceresara. Il progetto di Isabella, piuttosto originale, sarebbe stato quello di mettere in competizione (in "paragone") i vari artisti su dipinti di identiche dimensioni, tutti su tela, con la medesima direzione della luce, che riprendeva quella naturale della stanza, e con le figure in primo piano di stessa grandezza. Queste condizioni si rivelarono tutt'altro che semplici da comunicare ai vari artisti, specie se lavoravano fuori Mantova, per i diversi strumenti di misura da città a città e per una certa confusione che generò la stessa Isabella, variando e revocando spesso gli ordini dati su soggetti e composizioni, sbagliandosi almeno una volta sulla direzione della luce. Inoltre non tutti gli artisti avevano familiarità con i temi mitologici ed allegorici, e in alcuni casi erano inibiti dal confronto con Mantegna, colui che iniziò la serie, il quale eccelleva in tali temi. Emblematico è il caso di Giovanni Bellini, che pur lasciato libero di scegliersi un tema, alla fine declinò poiché non abituato ad essere legato a richieste dettagliate.
Una fitta corrispondenza resta tra Isabella e il Perugino, attivo allora a Firenze, per la creazione della Lotta tra Amore e Castità che permette di ricostruire il metodo di ordinazione di un dipinto per lo studiolo. Il tema letterario, specificato in tutte le parti, era incluso addirittura nel contratto notarile e comprendeva un disegno su cui il pittore doveva basarsi. Il pittore poteva omettere qualche episodio secondario nel dettagliatissimo programma, ma gli era assolutamente proibito di aggiungere figure di sua invenzione o di fare modifiche: quando dipinse una Venere nuda anziché vestita la marchesa, tramite i suoi consulenti che continuamente visitavano lo studio dell'artista, protestò vigorosamente. Nel 1505, alla consegna del dipinto, Isabella non ne rimase pienamente soddisfatta: disse che le sarebbe piaciuto di più se fosse stato a olio, quando invece era stato fatto a tempera su sue esplicite istruzioni per seguire lo stile di Mantegna. Il tutto per 100 ducati, ben sudati.
Studiolo e grotta divennero presto uno dei luoghi più interessanti da mostrare ai dignitari in visita nella città, con le dovute cautele, a causa delle piccole dimensioni e delle tentazioni in cui poteva cadere anche l'ospite migliore: dopo una visita della scorta del duca di Borbone nel 1509, infatti, mancarono all'appello alcuni argenti di valore.

### Il secondo studiolo e l'Appartamento della Grotta

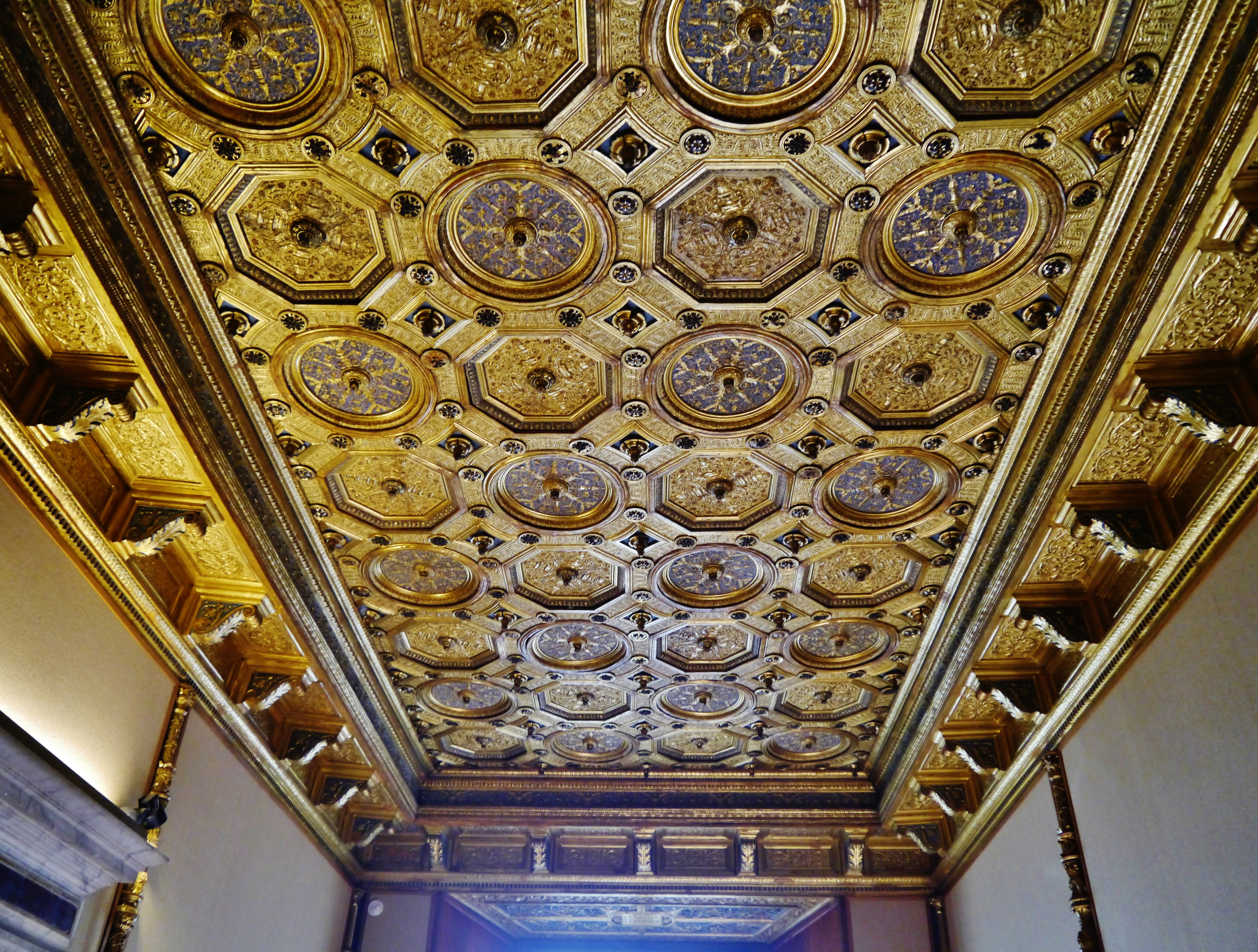
Il soffitto dello Studiolo

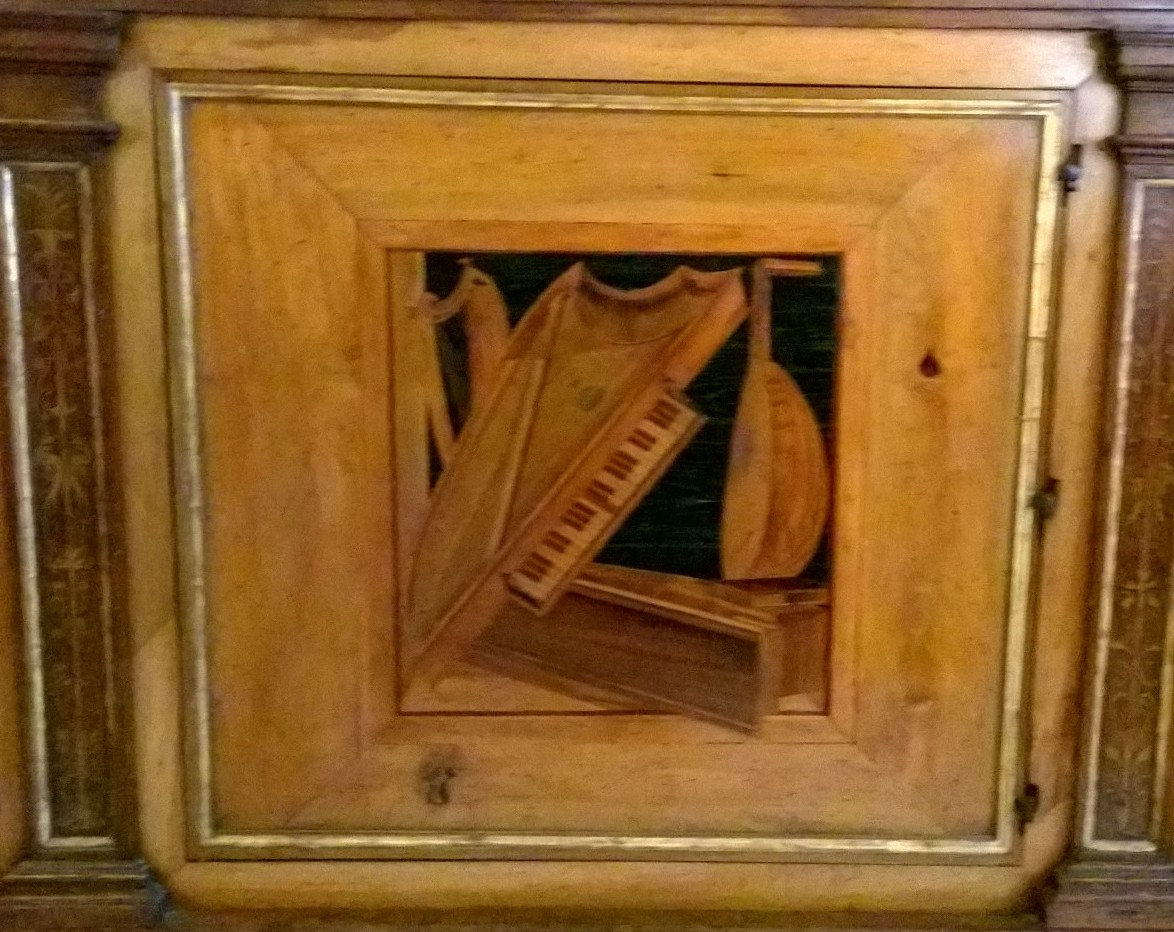
Dettaglio dello Studiolo di Isabella d'Este

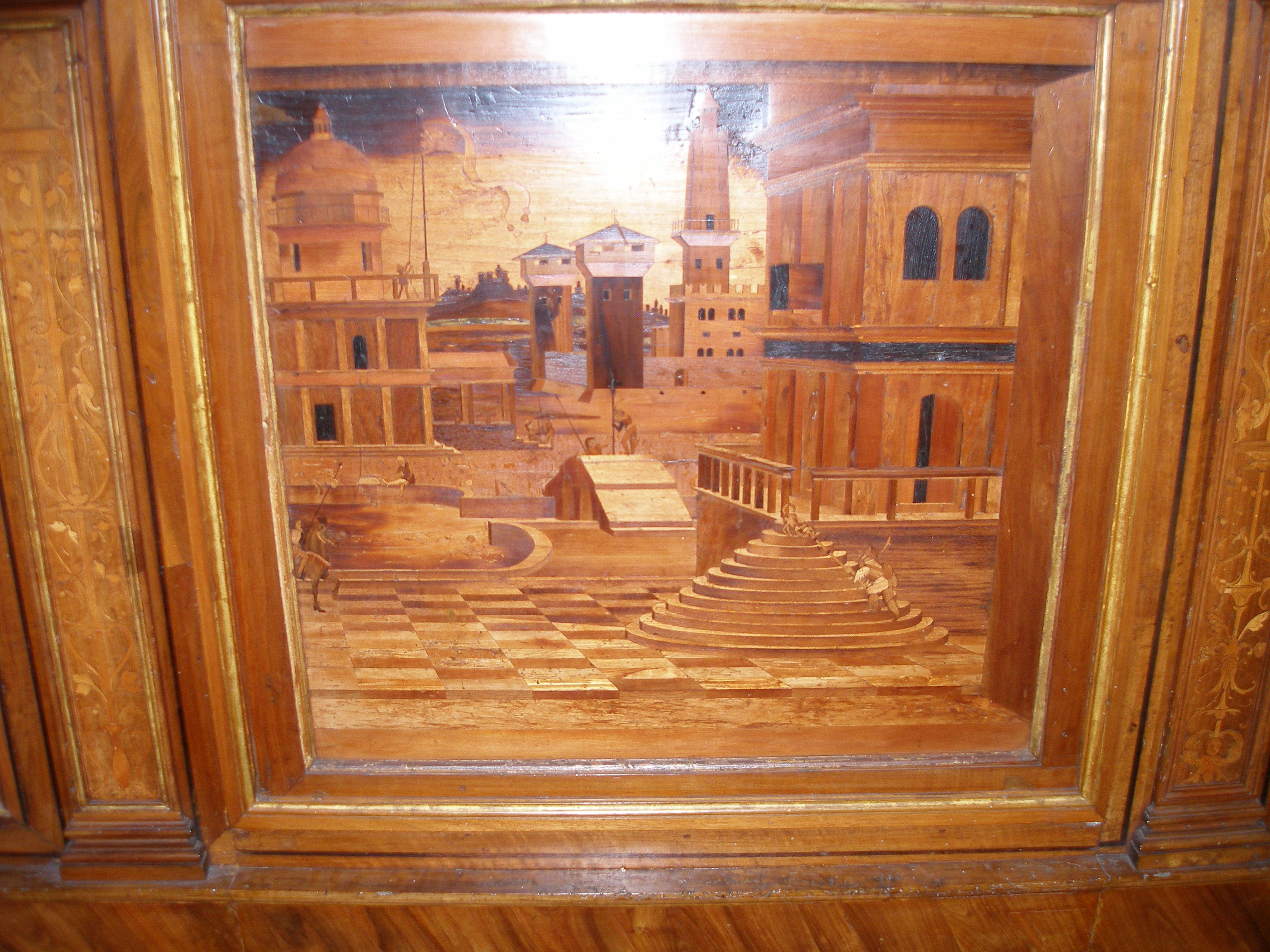
Replica moderna di una tarsia lignea di Antonio della Mola presso lAppartamento della Grotta di Isabella d'Este

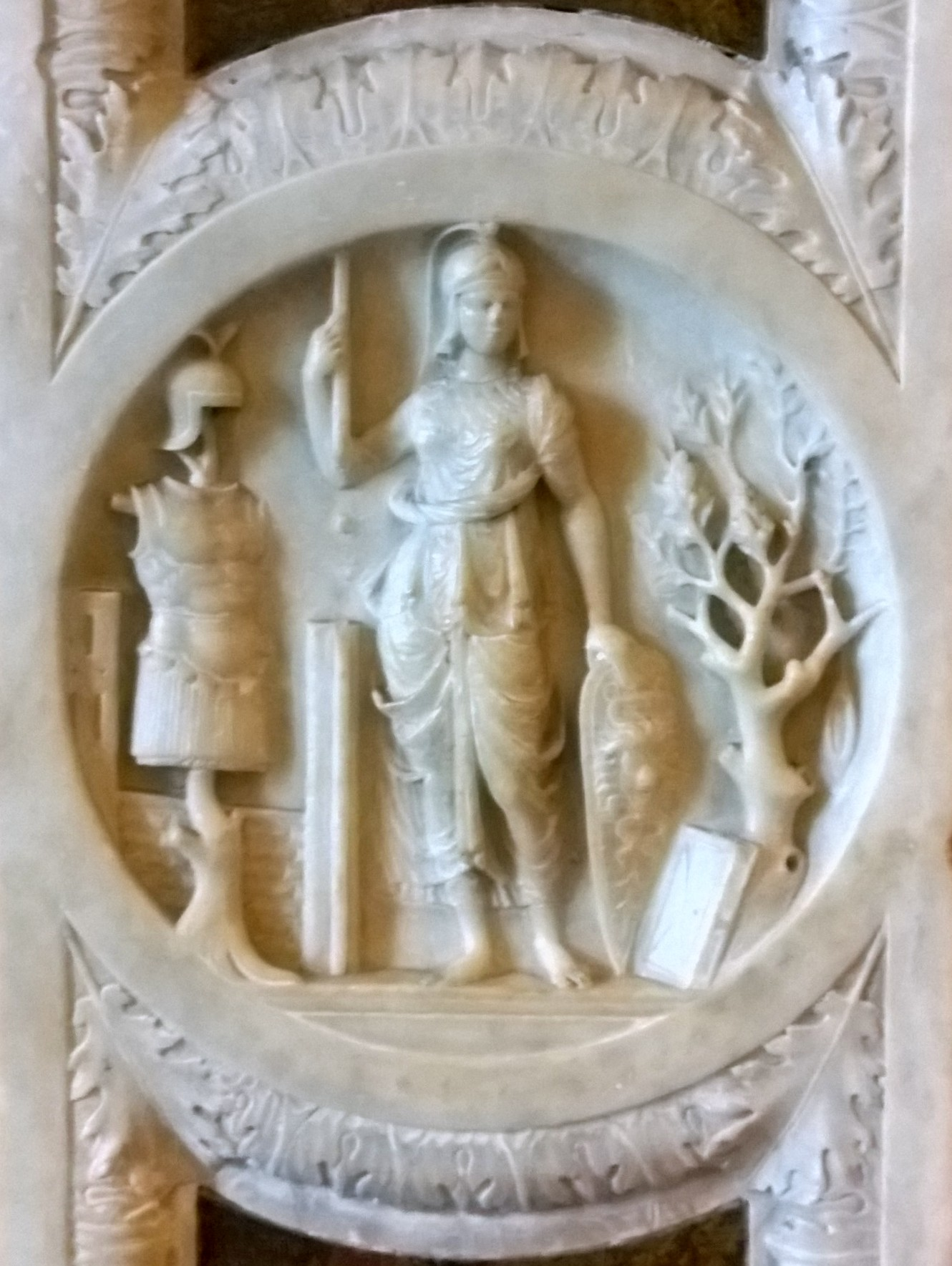
Minerva, Giovanni Cristoforo Romano, Dettaglio dello Studiolo di Isabella d'Este

Tra il 1519 e il 1522, dopo la morte del marito, Isabella si trasferì in un nuovo appartamento nell'ala detta "Corte Vecchia", realizzato dall'architetto ducale e "Prefetto delle fabbriche gonzaghesche" Battista Covo. In quell'occasione lo studiolo venne smantellato e rimontato in un altro ambiente. Questa volta le stanze si trovavano tutte al piano terreno e si accedeva alla "Nuova Grotta", l'ambiente più sacro, da un'apertura diretta nello studiolo. Il portale marmoreo che separa lo Studiolo dalla Grotta venne eseguito dallo scultore Tullio Lombardo tra il 1522 a il 1524 mentre quello di accesso allo Studiolo, con quattro bassorilievi nei tondi e marmi policromi, è opera di Gian Cristoforo Romano. A decorazione della Grotta anche le tarsie lignee del 1506, provenienti dal primo Studiolo, opere di Paolo e Antonio della Mola.

Attorno al 1531 si aggiunsero alla collezione di dipinti due allegorie di Correggio: l'Allegoria della Virtù e quella del Vizio. Resta un inventario del 1542 che permette di farsi un'idea della disposizione finale degli oggetti, che doveva risultare molto affollata ma calcolata su principi di simmetria e armonia del decoro interno.

Dell'appartamento fa parte anche il "Giardino segreto" (hortus conclusus), realizzato nel 1522 e abbellito da colonne ioniche.

### Dispersione
Caduto in disuso lo studiolo dopo la morte della marchesa, le pitture vennero traslocate in un'altra zona del palazzo nel 1605. Nel 1627 circa le tele vennero donate da Carlo I Nevers al cardinale Richelieu che le portò a Parigi; confluirono poi nelle collezioni reali di Luigi XIV e, dopo la rivoluzione francese, nel nascente Museo del Louvre. Gli altri arredi vennero tutti venduti e dispersi: quelli riconosciuti si trovano oggi sparsi in più musei.

## Collezioni

### Pitture
La decorazione dello studiolo avviò nel 1497 con il cosiddetto Parnaso di Mantegna e proseguì nel 1499-1502 con il Trionfo della Virtù dello stesso autore. Mantegna vi aveva dipinto anche due finti rilievi di bronzo, esistenti ancora nel 1542 e poi scomparsi.
Il programma decorativo proseguì con opere dei più quotati artisti attivi allora in Italia, come la Lotta tra Amore e Castità di Pietro Perugino (1503) che però non riscosse il pieno consenso della marchesa, e due tavole di Lorenzo Costa il Vecchio: Isabella d'Este nel regno di Armonia e il Regno di Como, quest'ultima avviata a partire da un disegno incompleto di Mantegna che morì nel 1506. Isabella non riuscì mai invece ad avere un dipinto da Giovanni Bellini, il quale viste le difficoltà del rigido schema di personaggi e figure richieste dalla committenza finì per declinare la commissione (1501), né di Giorgione, morto troppo presto, né di Leonardo da Vinci, nonostante le ripetute richieste. Botticelli si era dimostrato disponibile a dipingere per lo studiolo, ma su consiglio di Gian Cristoforo Romano e Lorenzo da Pavia, la sua scelta cadde poi sul Perugino.
A queste opere si aggiunsero dopo il trasloco altre due di Correggio (Allegoria della Virtù e Allegoria dei Vizi).

Andrea Mantegna, Parnaso (1497)
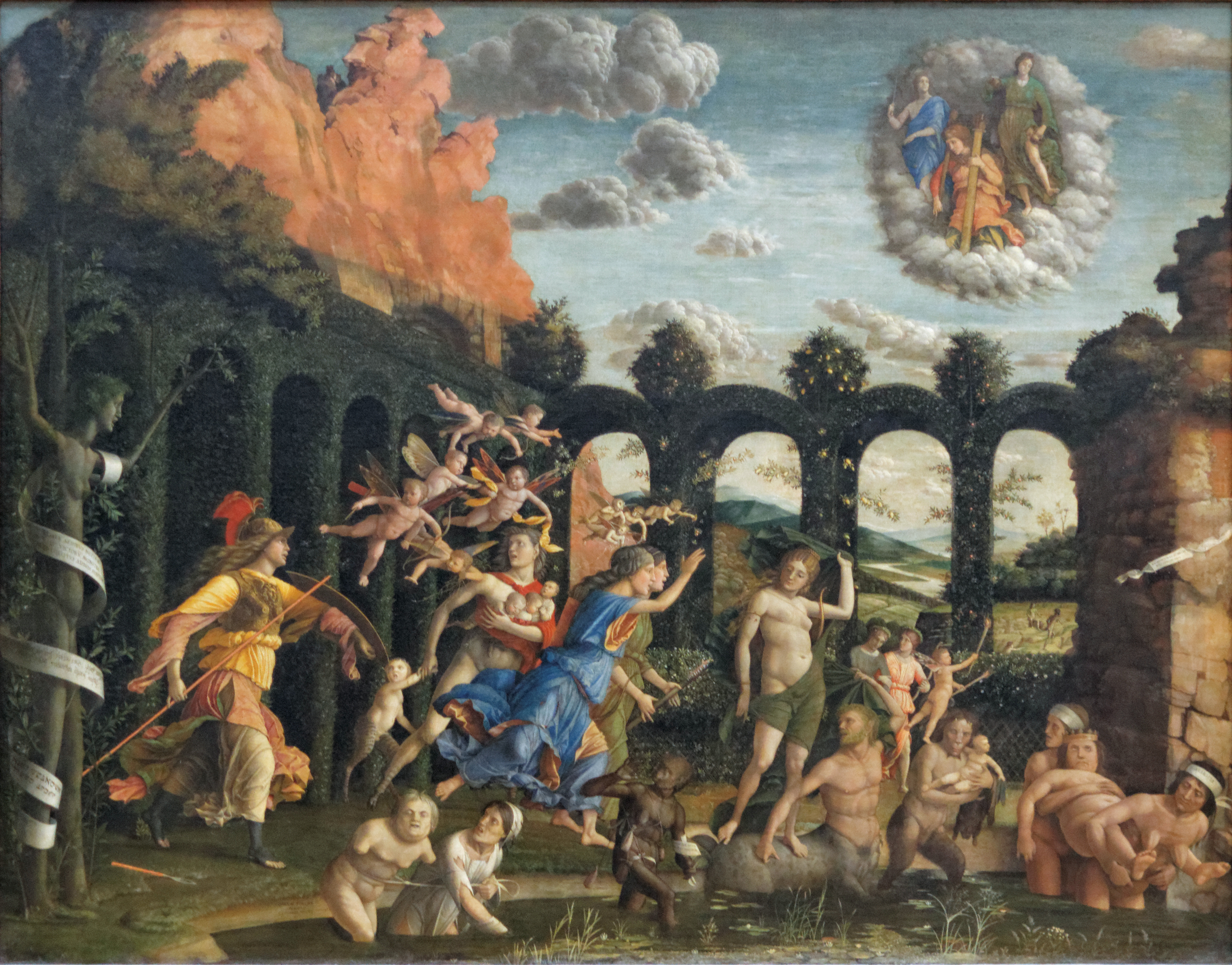
Andrea Mantegna, Trionfo della Virtù (1499-1502)
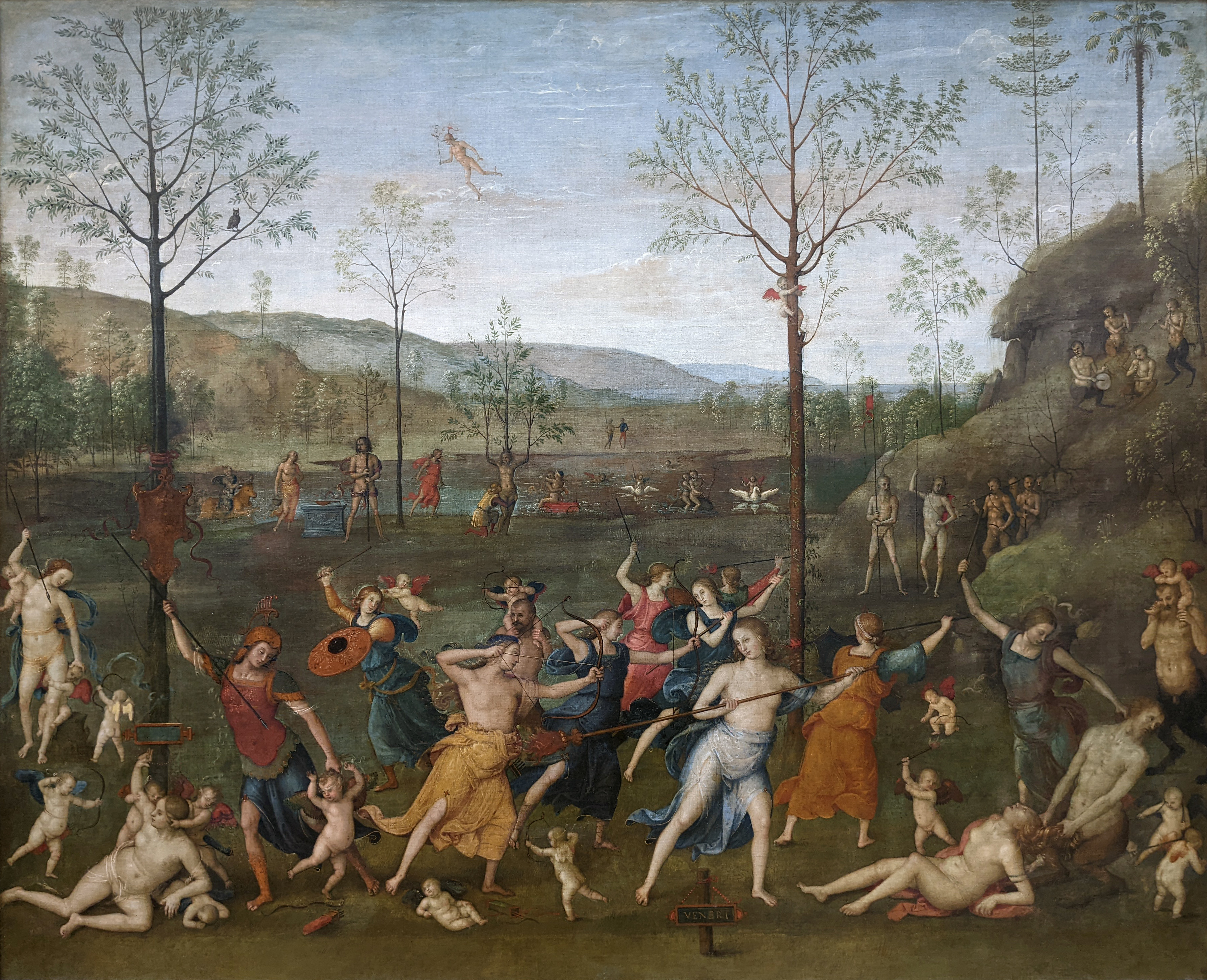
Perugino, Lotta tra Amore e Castità (1503)
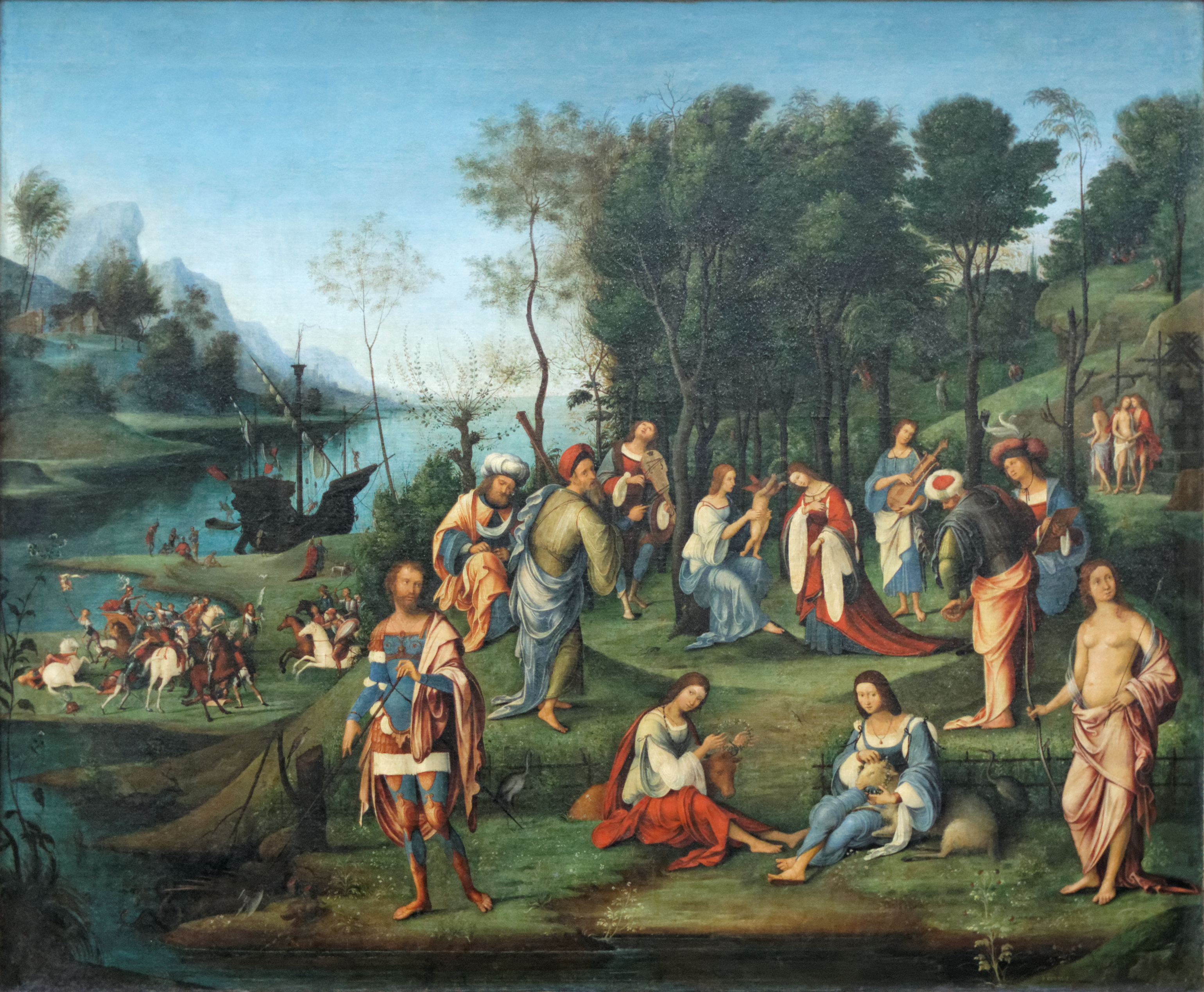
Lorenzo Costa, Isabella d'Este nel regno di Armonia (1505-1506)
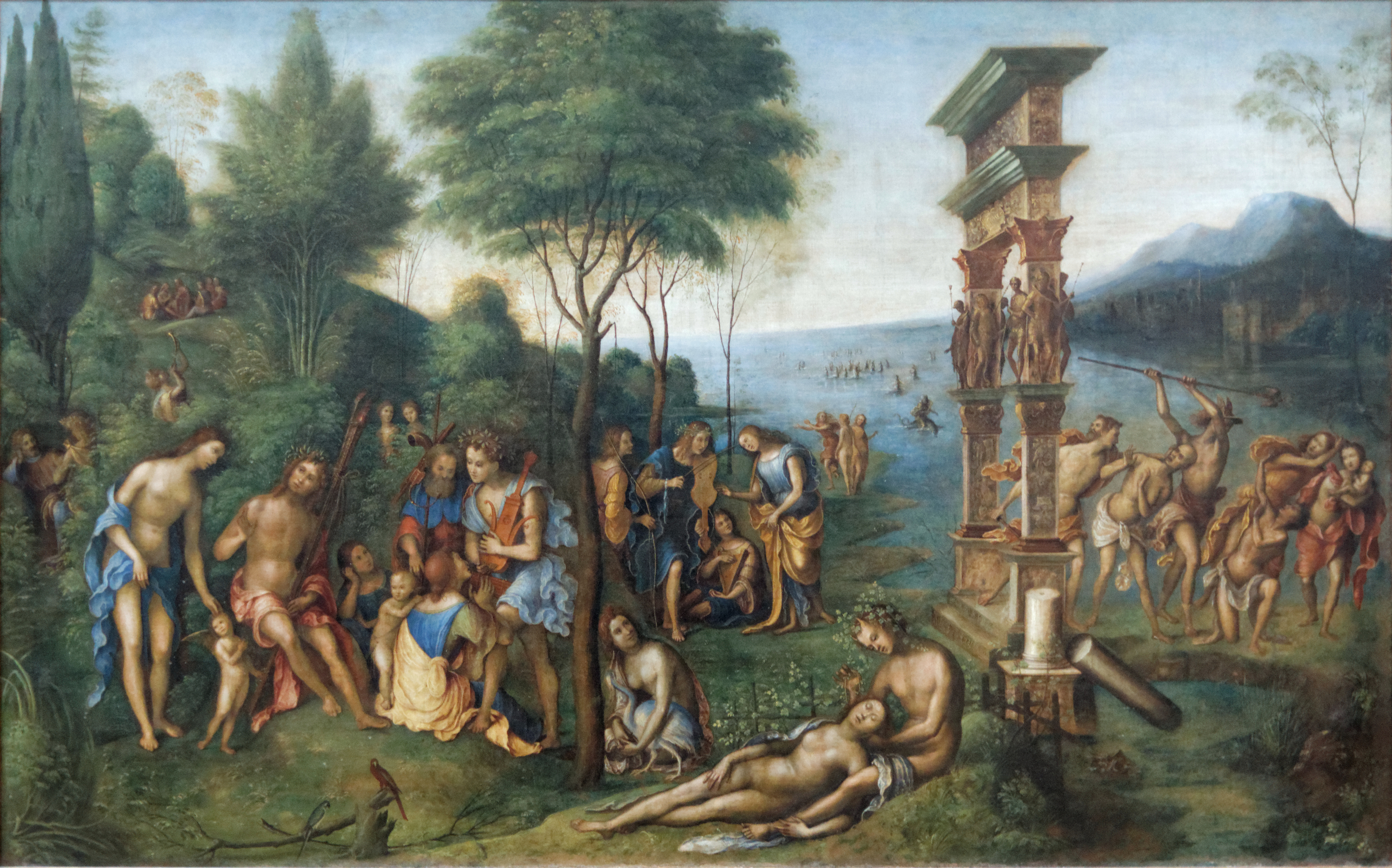
Lorenzo Costa, Regno di Como (1506-1511)
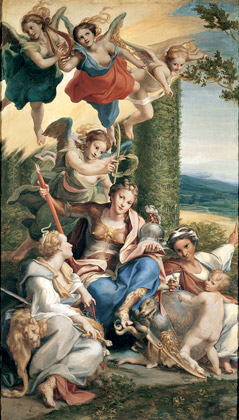
Correggio, Allegoria della Virtù
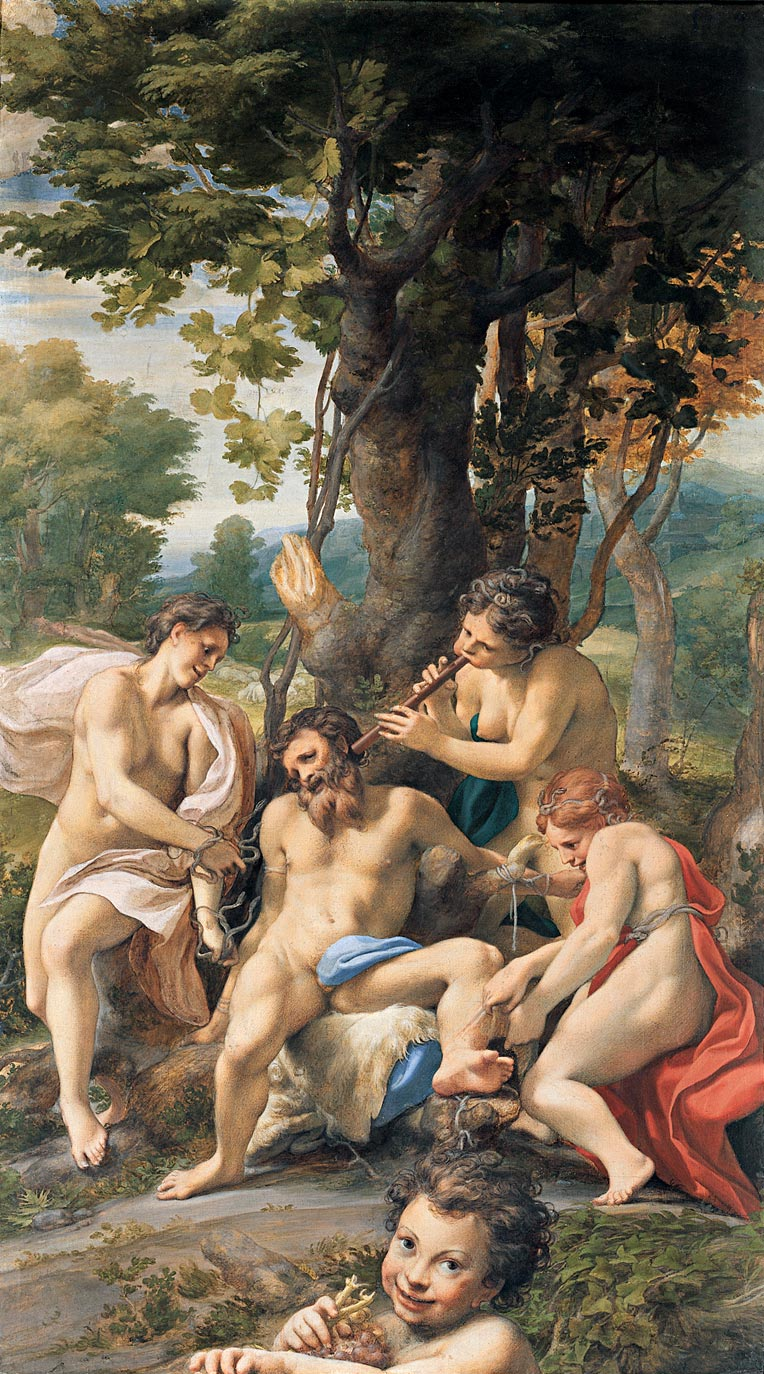
Correggio, Allegoria del Vizio

### Arte antica
Per quanto riguarda le opere antiche la sua grande passione veniva frenata solo dalla costante insufficienza di denaro e dalla proibizione papale di esportare antichità dall'Urbe. Grazie alla collaborazione con il cavaliere di Malta Fra Sabba da Castiglione, però, poté acquistare originali greci da Nasso e Rodi, oltre che frammenti del Mausoleo di Alicarnasso. Un rilievo da un sarcofago con Ermes che cerca Proserpina nell'Ade si trovava incassato nel muro sotto la finestra dello studiolo anziché nella grotta, probabilmente per il suo valore narrativo.
Tramite i suoi agenti, che manteneva nelle principali città italiane, poté venire inoltre a conoscenza di particolari occasioni, come la messa all'asta delle collezioni di Michele Vianello a Venezia nel 1506, dove fece acquistare un prezioso vaso tardoantico in onice. Come collezionista Isabella si faceva pochi scrupoli, tirando fuori nei suoi metodi di acquisto i lati più sgradevoli del suo carattere. Ad esempio ricettò consapevolmente alcune teste di alabastro saccheggiate nel palazzo Bentivoglio a Bologna, oppure mercanteggiò in maniera disonorevole col vecchio e malato Mantegna, per ottenere con la forza, visti i suoi debiti, un busto di Faustina a cui era particolarmente affezionato. Nel 1498 aveva già forzato l'artista a venderle un busto femminile romano, non tanto per il suo valore intrinseco storico-artistico, ma perché si diceva che le assomigliasse. Oppure mise in luce una certa avidità quando seppe che Gian Galeazzo Sforza in punto di morte le aveva lasciato per testamento una parte delle sue collezioni, mandando subito degli emissari a Milano per impossessarsene molto prima che l'interessato decedesse.
Tra le opere antiche della sua collezione, figurava anche il Busto di Faustina Maggiore, appartenuto ad Andrea Mantegna, che Isabella acquistò dal pittore di corte nel 1506 per 100 ducati.

### Sculture e altro
Tra le opere moderne spiccava il Cupido di Michelangelo, alla quale era particolarmente affezionata. Nonostante anni addietro, nel 1496, le fosse stato proposto per l'acquisto ed essa l'avesse rifiutato come "imitazione" dell'antico, quando venne a sapere che era opera del più quotato scultore vivente ne volle ostinatamente entrare in possesso. Ottenutolo da Cesare Borgia dopo che aveva spodestato i Montefeltro da Urbino, ex-proprietari del marmo, si rifiutò con decisione di restituirlo dopo la restaurazione del loro dominio, nonostante fosse loro legata anche da parentela. Il Cupido era contrapposto a un altro Cupido antico attribuito a Prassitele, invitando al confronto tra un lavoro moderno in stile classico e uno antico.
Le collezioni di Isabella comprendevano inoltre medaglie, cammei (come il celebre Cammeo Gonzaga), gemme, monete antiche, busti, vasi di agata e diaspro, bassorilievi, opere di intarsio, ecc. Tra le statue spiccavano alcuni bronzetti di Pier Jacopo Alari Bonacolsi detto "l'Antico", che riproducevano alcune famose opere della statuaria classica, come un Ercole e Anteo oggi al Kunsthistorisches Museum di Vienna. Vi erano conservati infine semplici curiosità (gabbie dorate, coralli, orologi e un "corno di unicorno") ed oggetti a cui la marchesa era legata per ragioni di affetto, come un mobiletto in faggio costruito da suo fratello Alfonso I d'Este come passatempo.
Lo studiolo era pavimentato da mattonelle policrome della bottega di Antonio Fedeli di Pesaro, comprate da Francesco II Gonzaga per la residenza di Marmirolo e cedute, quelle in avanzo, alla consorte che così risolse il ricorrente problema dei topi. Staccate e immesse nel mercato antiquario, si trovano oggi in numerosi musei italiani ed esteri.

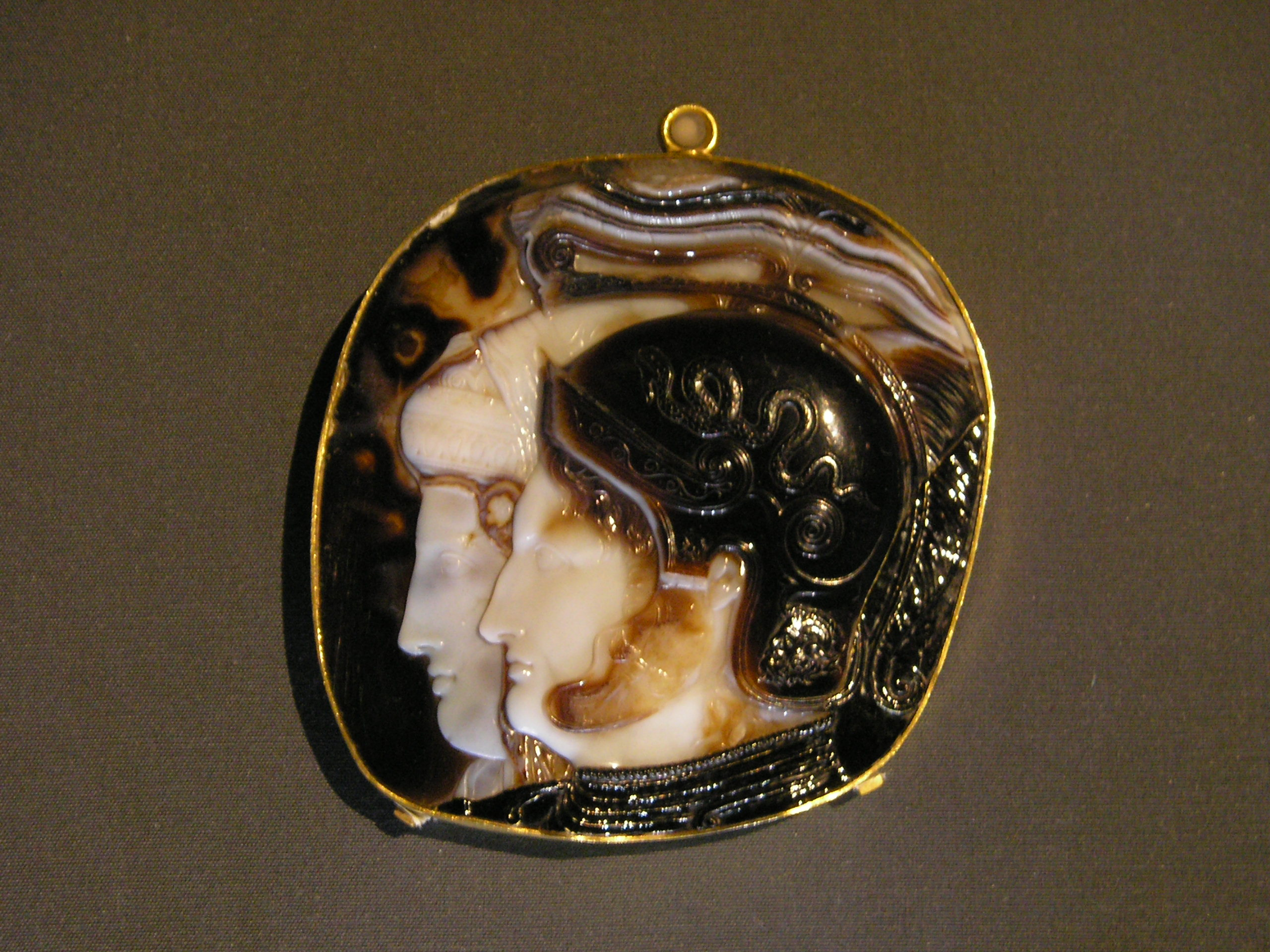
Cammeo tolemaico del III secolo a.C., già nelle collezioni di Isabella d'Este (Kunsthistorisches Museum)
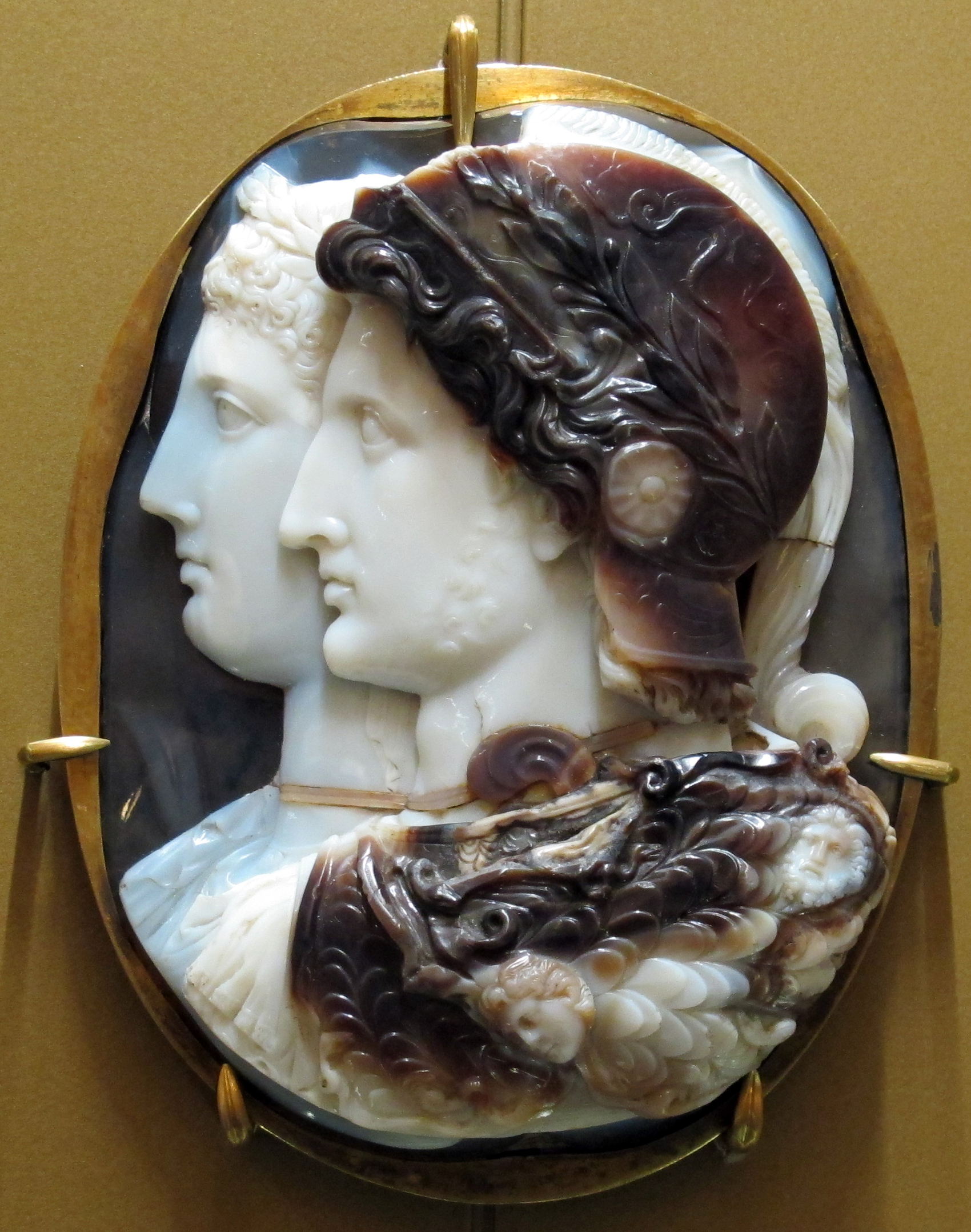
Il Cammeo Gonzaga
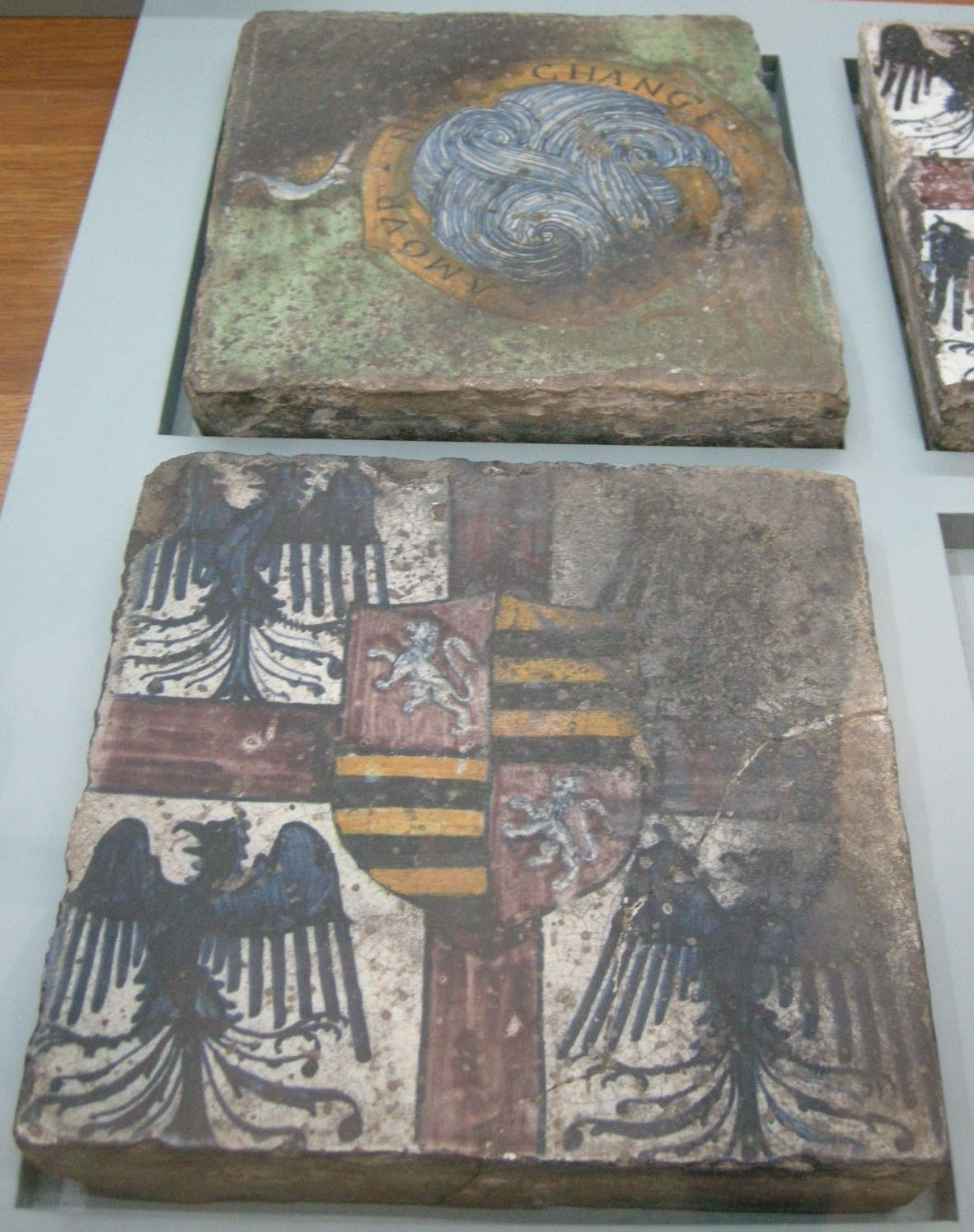
Mattonelle al Castello Sforzesco (Raccolte d'arte applicata), Milano
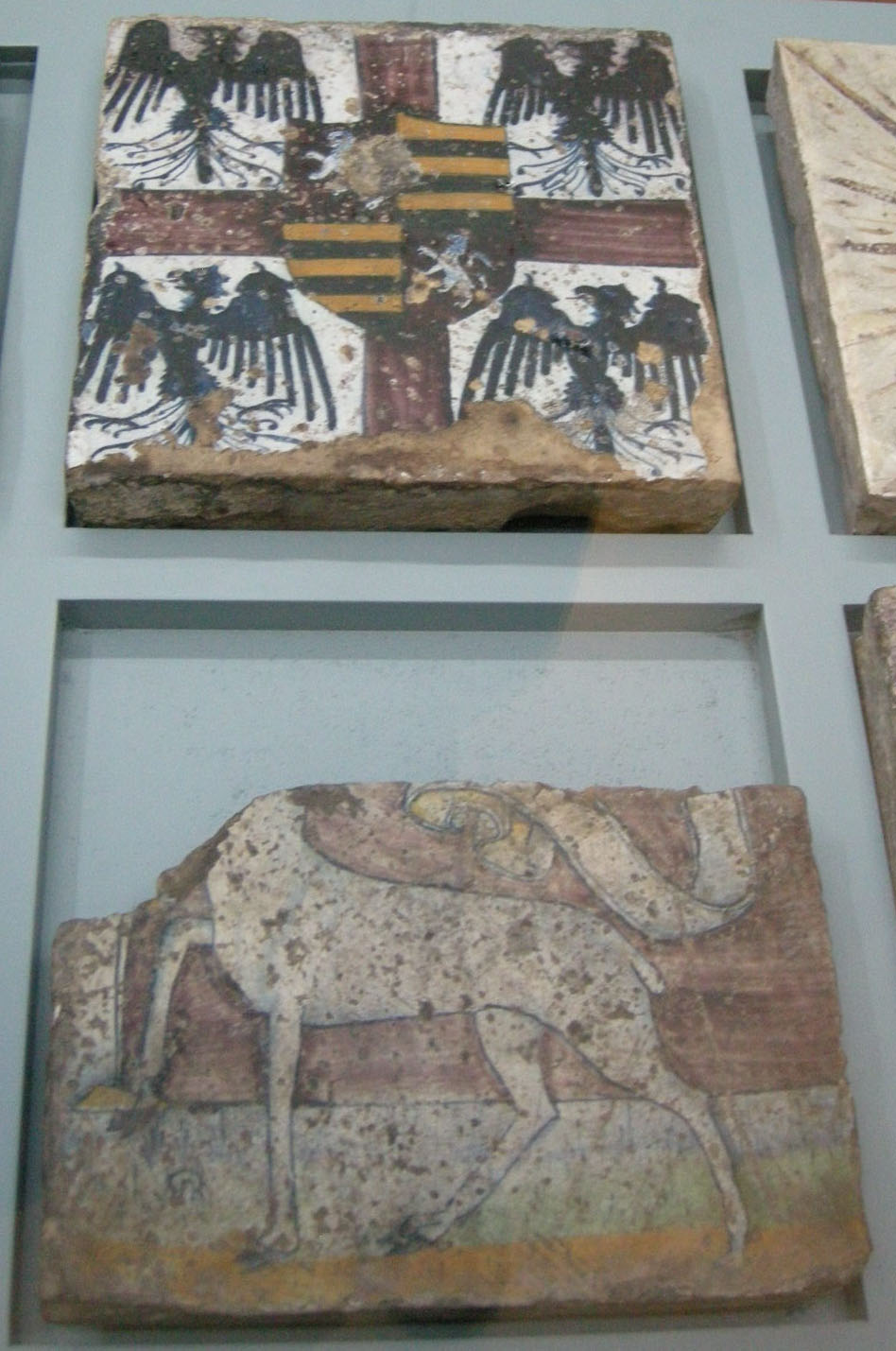
Mattonelle al Castello Sforzesco (Raccolte d'arte applicata), Milano
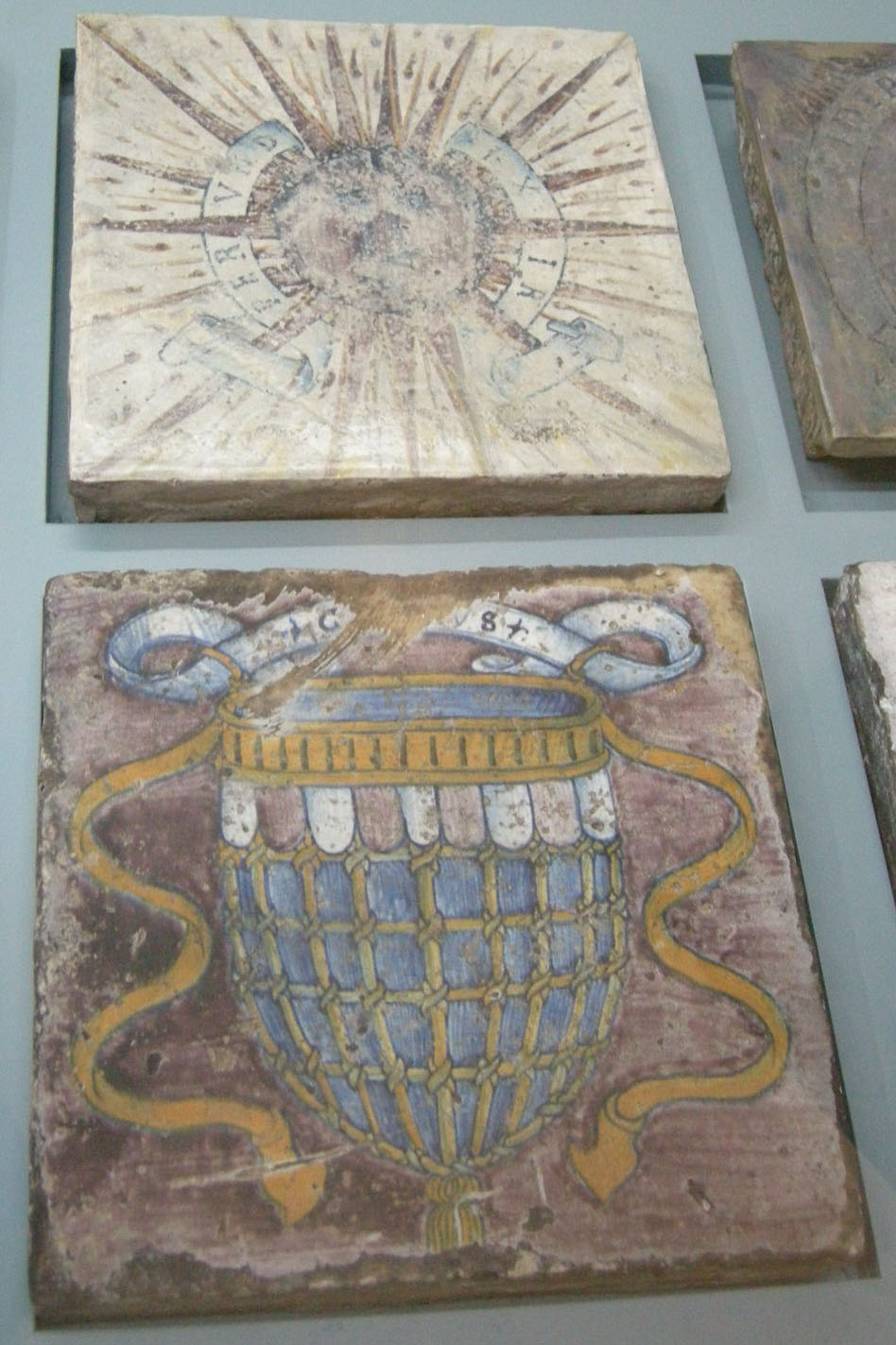
Mattonelle al Castello Sforzesco (Raccolte d'arte applicata), Milano
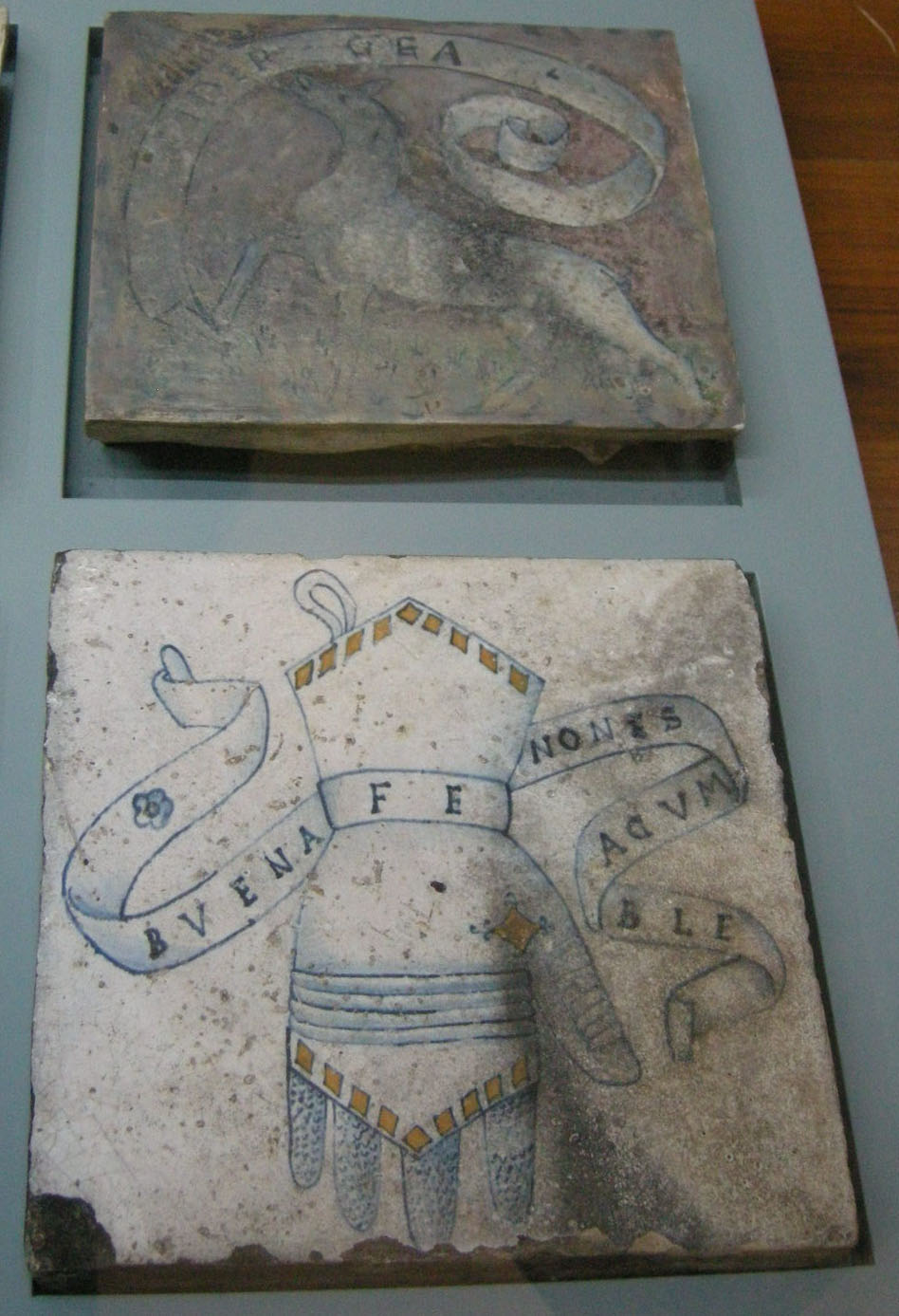
Mattonelle al Castello Sforzesco (Raccolte d'arte applicata), Milano
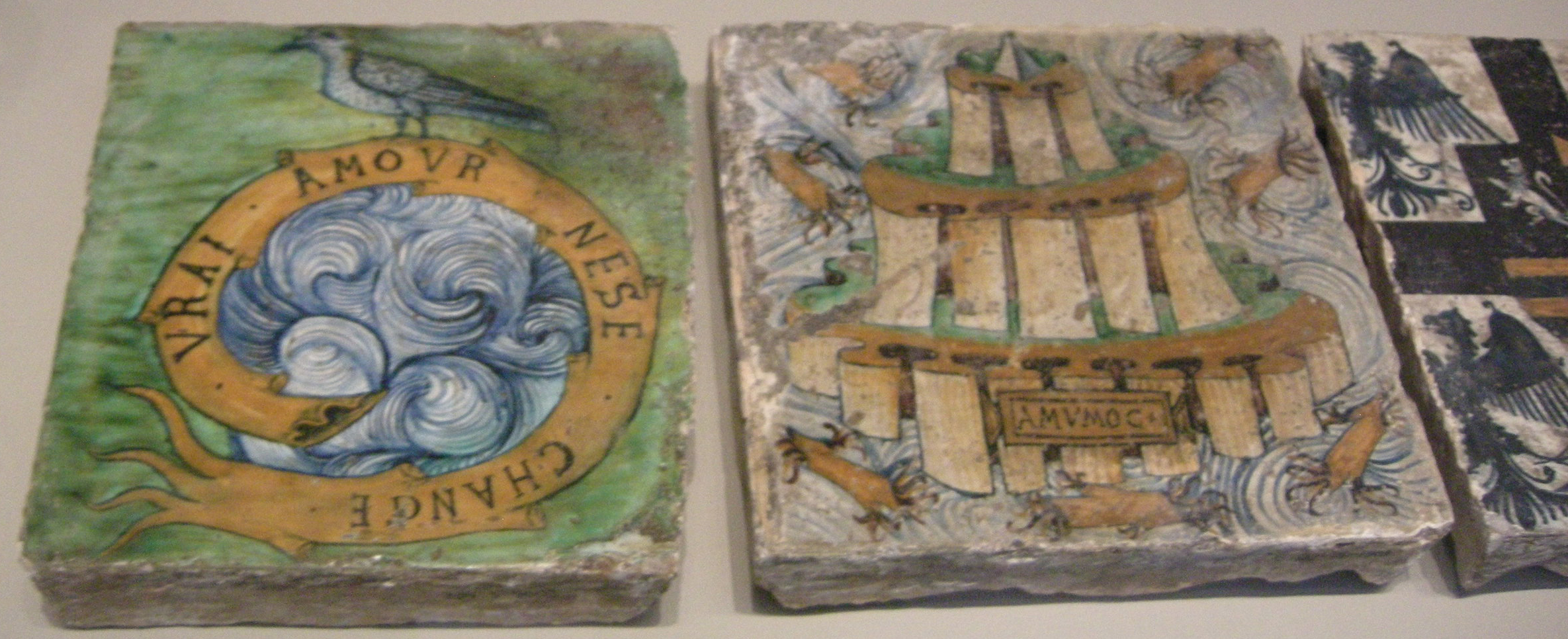
Mattonelle al Victoria and Albert Museum, Londra
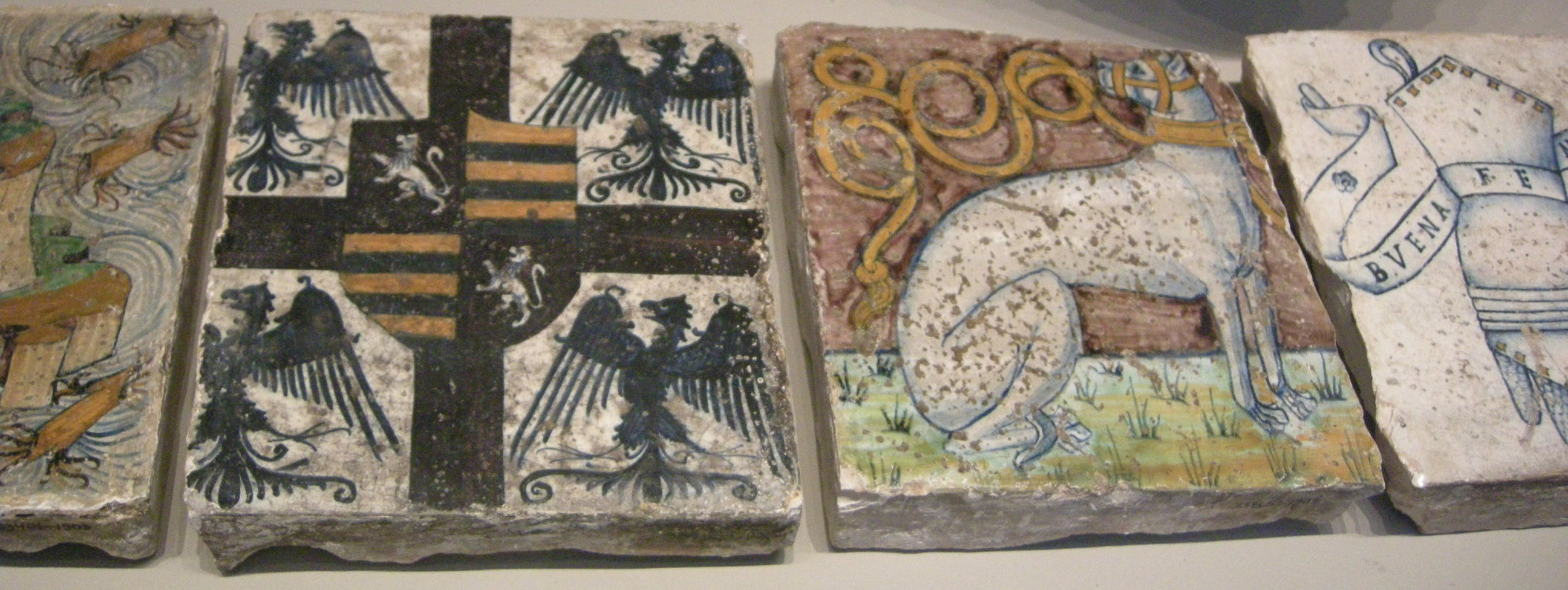
Mattonelle al Victoria and Albert Museum, Londra
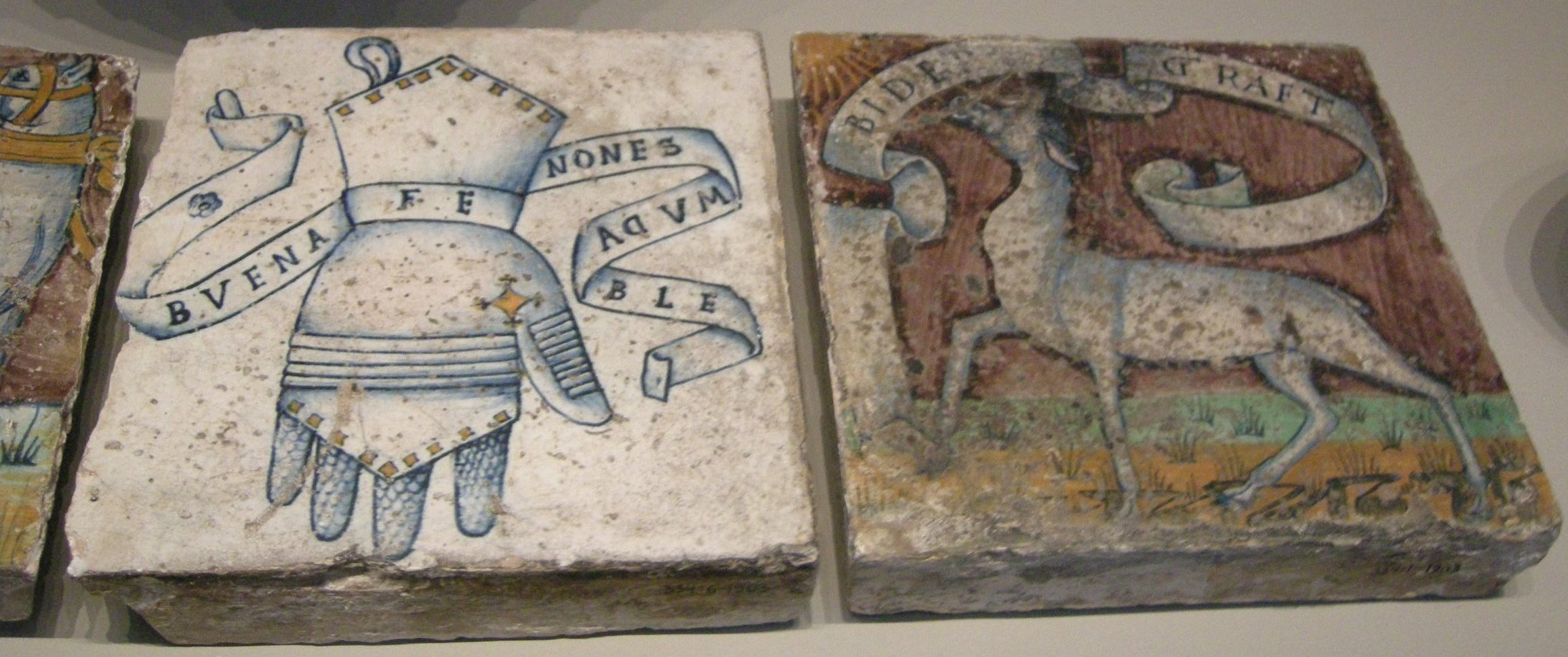
Mattonelle al Victoria and Albert Museum, Londra
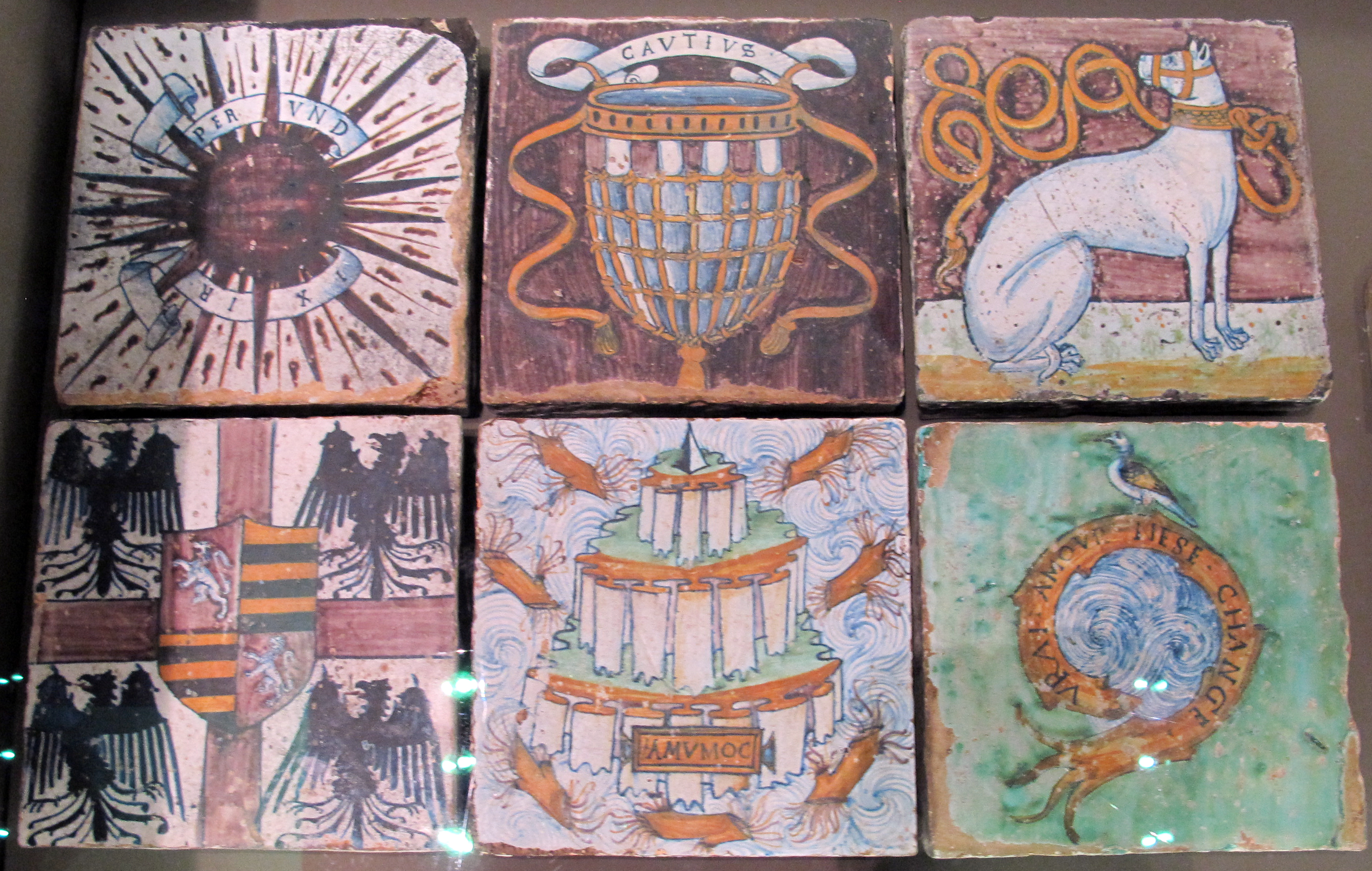
Mattonelle al Louvre, Parigi
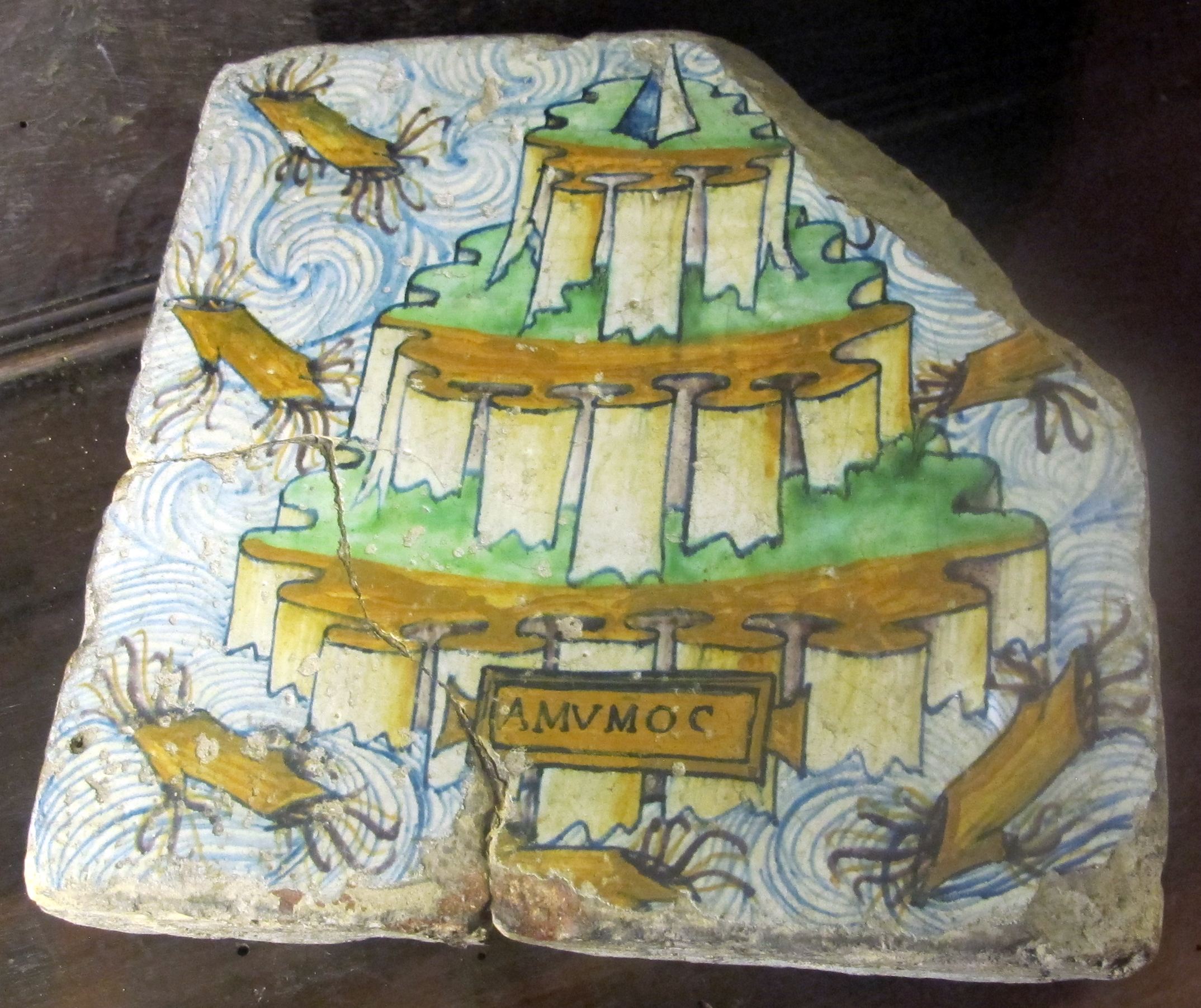
Mattonella al Museo Bardini, Firenze